# Le Gondolier de Broadway
Pour plus de détails, voir Fiche technique et Distribution.
Le Gondolier de Broadway (Broadway Gondolier) est un film américain réalisé par Lloyd Bacon et sorti en 1935.

## Synopsis
Un chauffeur de taxi (Dick Powell) se rend à Venise et se fait passer pour un gondolier italien pour décrocher un emploi de chanteur à la radio.

## Fiche technique
- Titre original : Broadway Gondolier
- Titre français : Le Gondolier de Broadway
- Réalisation : Lloyd Bacon
- Scénario : Sig Herzig, Yip Harburg, Hanns Kräly, Warren Duff
- Direction artistique : Anton Grot
- Costumes : Orry-Kelly
- Photographie : George Barnes
- Montage : George Amy
- Musique : Heinz Roemheld
- Production : Samuel Bischoff
- Société de production : Warner Bros.
- Société de distribution : Warner Bros.
- Pays de production :  États-Unis
- Langue originale : anglais
- Format : noir et blanc — 35 mm — 1.37:1 — son monophonique
- Genre : Comédie musicale
- Durée : 99 minutes
- Date de sortie :
  - États-Unis : 27 juillet 1935

## Distribution

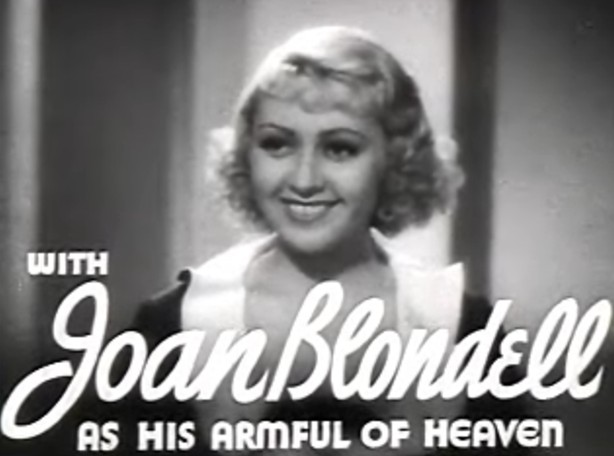
Joan Blondell (image issue du générique du film).

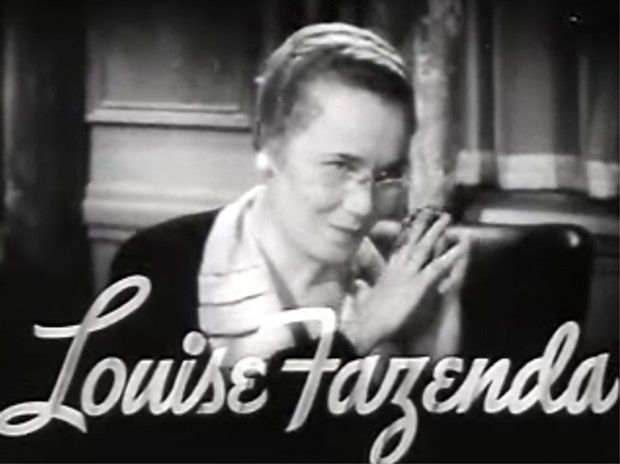
Louise Fazenda (image issue du générique du film).

### Acteurs principaux
- Dick Powell : Richard 'Dick' Purcell, aka Ricardo Purcelli
- Joan Blondell : Alice Hughes
- Adolphe Menjou : Professeur Eduardo de Vinci
- Louise Fazenda : Mme Flaggenheim
- William Gargan : Cliff Stanley
- George Barbier : le critique musical Hayward
- Grant Mitchell : E.V. Richards, le producteur de radio
- Ted Fio Rito : Ted Fio Roto, le chef d'orchestre (lui-même)
- The Mills Brothers : eux-mêmes
- Hobart Cavanaugh : le critique musical Gilmore
- Joe Sawyer : 'Red'
- Rafael Storm : Ramon
- Bob Murphy : l'agent de la circulation chantant
- James Burke : oncle Andy

### Acteurs secondaires (non crédités)
- Lloyd Bacon : l'homme allant à Brooklyn
- Candy Candido : Candy
- George Chandler : le photographe
- André Cheron : le maître d'hôtel
- Gino Corrado : l'employé du magasin italien
- Leo F. Forbstein : le chef d'orchestre lors de la répétition
- Selmer Jackson : le directeur des programmes
- Edmund Mortimer : l'homme quittant l'opéra / le danseur
- Frank O'Connor : le majordome
- Paul Porcasi : Señor Fuzzi
- Rolfe Sedan : le secrétaire de Mme Flaggenheim
- June Travis : la fille
- Leo White : l'ami de de Vinci